# Bojana Jovanovski
Bojana Jovanovski, coniugata Petrović (in serbo Бојана Јовановски-Петровић?; Belgrado, 31 dicembre 1991), è un'ex tennista serba.

## Biografia
Al 31 gennaio 2011 è piazzata al 54º posto del ranking mondiale WTA, terza fra le sue connazionali dopo Jelena Janković e Ana Ivanović. In passato è stata la tennista più giovane al mondo inserita fra le prime 100.
Allenata dal padre Zoran Jovanovski, vanta quattro titoli ITF, ed è parte della squadra serba di Fed Cup dal 2009. Ha debuttato nel WTA Tour al Malaysian Open 2010, perdendo dalla russa Elena Dement'eva al secondo turno. Fece il suo debutto in un torneo del Grande Slam a Wimbledon 2010, eliminata al secondo turno dalla bielorussa Victoria Azaranka 6-4 6-1.
Vince il suo primo titolo WTA a Baku nel 2012 dove sconfigge in due set la statunitense Julia Cohen.
Il secondo titolo WTA conquistato è a Tashkent nel 2013 battendo in finale la bielorussa Vol'ha Havarcova.
Nel 2016 si sposa con il professionista di kajak Milos Petrovic, acquisendone il cognome.
Il 29 novembre 2018, ancora ventiseienne ma scesa al numero 546 del ranking, annuncia il suo ritiro dichiarando: "Il primo capitolo della mia vita professionale è terminato: la mia carriera da giocatrice è conclusa, dopo molte riflessioni, infortuni e operazioni, è stata dura prendere la decisione. Sono ancora desiderosa di competere, ma il mio corpo non è in grado di sostenere certe necessità. Visto che non posso più allenarmi e giocare come sempre, dare il massimo e raggiungere i miei obiettivi, non ho altra scelta”.

## Carriera

### 2006-2007

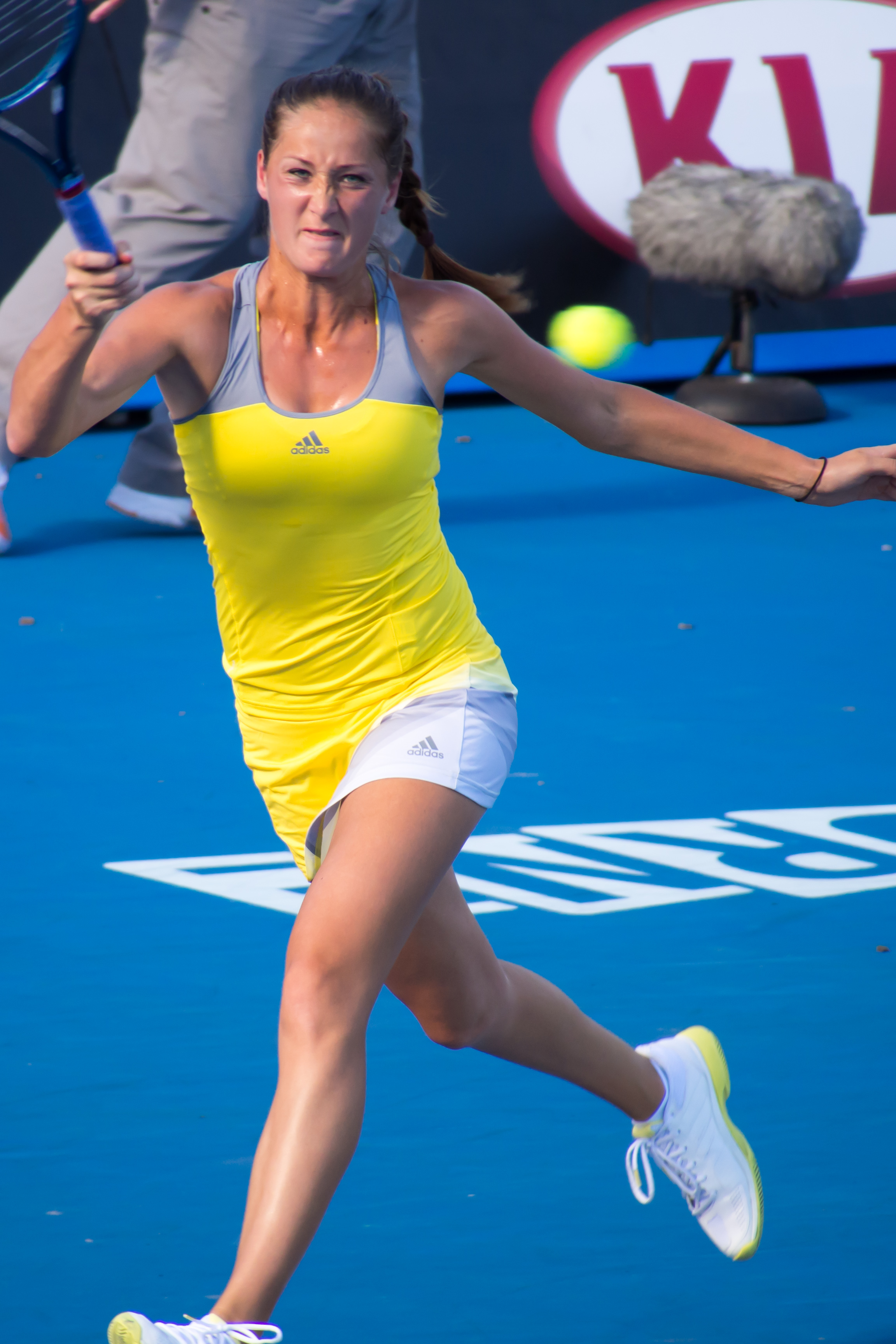
Bojana Jovanovski agli Australian Open

Bojana, all'età di 15 anni, partecipa al primo torneo ITF della carriera a Prokuplje. Elimina al primo turno la qualificata Visnja Vuletic, ma deve cedere alla quinta testa di serie Karolina Jovanovic con il punteggio di 6-3, 6-1. Ad agosto, riceve una wild card per il torneo di Palic. Supera al primo turno l'altra wild card Milana Špremo, per poi perdere dalla settima testa di serie Eloisa Compostizo De Andres per 6-4, 7-5.
L'anno dopo, partecipa al torneo di Prokuplje come wild card ma perde all'esordio contro Klaudia Boczova per 3-6, 6-1, 6-2. Riceve un'altra wild card per giocare a Monteroni d'Arabia ma perde dalla prima testa di serie Anna Floris con un doppio 6-1. Si qualifica per il torneo di Podgorica eliminando due teste di serie (Raffaella Bindi e Zorica Petrov). Al primo turno, però, perde dalla numero due del tabellone Kathrin Wörle per 6-4, 7-6.

### 2008

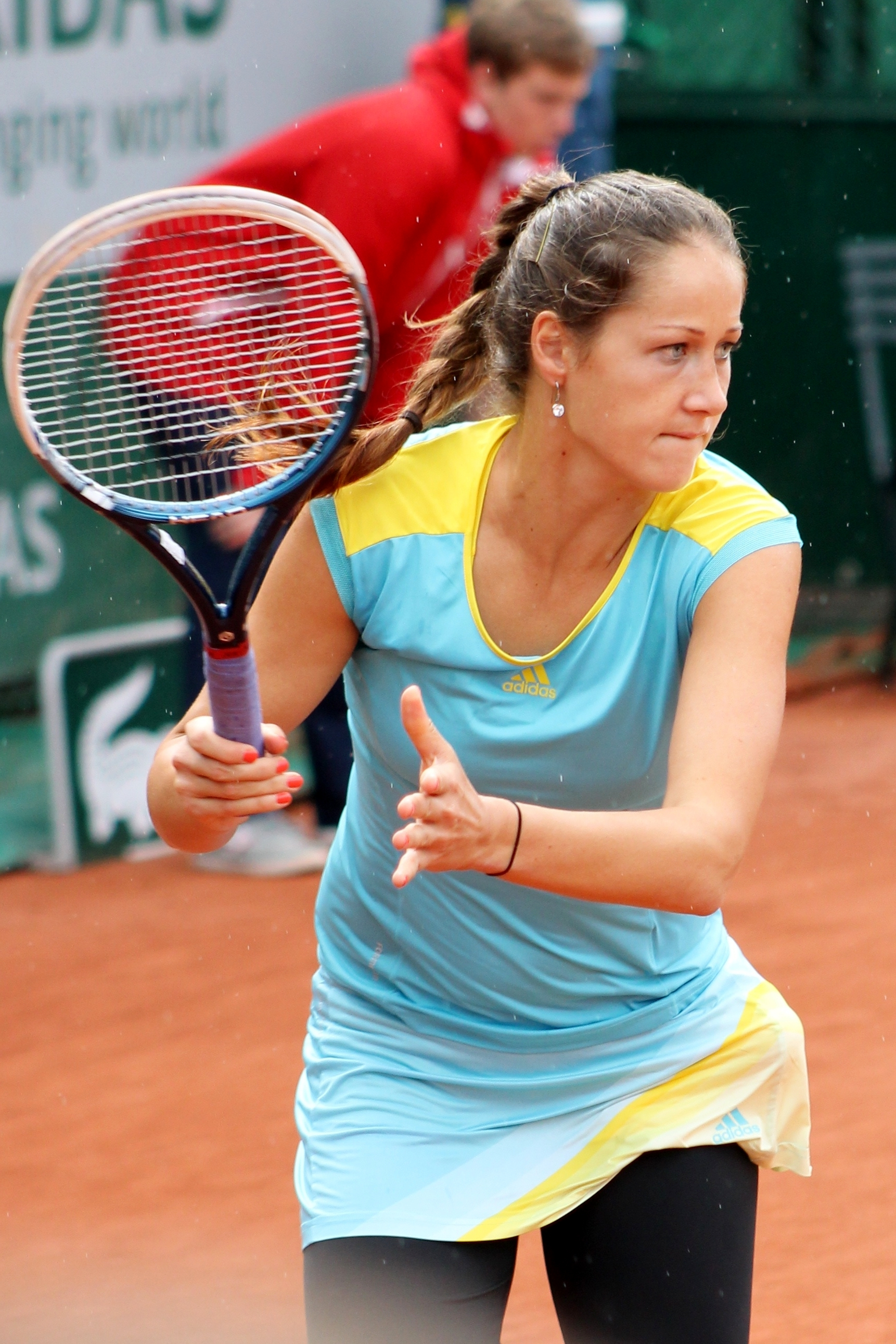
Bojana Jovanovski al Roland Garros

Al torneo di Prokuplje partecipa come wild card e riesce a vincere il primo titolo ITF della carriera battendo durante il torneo due teste di serie (Davinia Lobbinger e Marija Mirkovic) e in finale la qualificata Karin Morgosova per 6-0, 6-1. Al torneo di Palic, come wild card, perde all'esordio contro Lenka Wienerova per 7-6, 6-3. A Vinkovic, conquista il secondo titolo dell'anno battendo anche la testa di serie numero uno Elisa Balsamo nei quarti per 6-1, 6-2 e in finale batte Zorica Petrov per 6-1, 6-3. Due settimane dopo, conquista il titolo anche a Brcko battendo nell'atto conclusivo la francese Gracia Radovanovic con il punteggio di 6-4, 3-6, 6-2. A Podgorica perde al primo turno contro Karin Morgosova per 6-4, 6-4. Si qualifica a Jounieh ma un sorteggio non favorevole la oppone alla prima testa di serie Nastas'sja Jakimava con cui deve cedere con il risultato di 6-2, 6-3. Nei seguenti due tornei disputati a Lagos, raggiunge un secondo turno perso contro Tamaryn Hendler e un primo turno perso da Valerija Savinych. Nel finale di stagione ottiene tre ottimi risultati. A Pune, partita dalle qualificazioni, raggiunge la semifinale per poi perdere dalla cinese Jing-Jing Lu per 7-5, 6-3. A Kolkata, un torneo da 50 000 $, riesce a battere due teste di serie e a raggiungere la semifinale, dove non può nulla contro Ayumi Morita che prevale per 6-1, 6-3. A New Delhi, conquista un'altra semifinale ma viene sconfitta dalla numero cinque del tabellone Sandra Záhlavová per 6-4, 6-3. Il 29 dicembre, si trova tra le prime 350 giocatrici mondiali nel ranking WTA.

## Statistiche

### Singolare

#### Vittorie (2)
| Legenda               |
| --------------------- |
| Grande Slam (0)       |
| Ori Olimpici (0)      |
| WTA Finals (0)        |
| Premier Mandatory (0) |
| Premier 5 (0)         |
| Premier (0)           |
| International (2)     |

| N. | Data              | Torneo                  | Superficie | Avversaria in finale | Punteggio        |
| 1. | 28 luglio 2012    | Baku Cup, Baku          | Cemento    | Julia Cohen          | 6-3, 6-1         |
| 2. | 14 settembre 2013 | Tashkent Open, Tashkent | Cemento    | Vol'ha Havarcova     | 4-6, 7-5, 7-6(3) |

#### Sconfitte (2)
| Legenda               |
| --------------------- |
| Grande Slam (0)       |
| Argenti Olimpici (0)  |
| WTA Finals (0)        |
| Premier Mandatory (0) |
| Premier 5 (0)         |
| Premier (0)           |
| International (2)     |

| N. | Data              | Torneo                  | Superficie | Avversaria in finale | Punteggio   |
| 1. | 27 luglio 2014    | Baku Cup, Baku          | Cemento    | Elina Svitolina      | 1-6, 6(2)-7 |
| 2. | 13 settembre 2014 | Tashkent Open, Tashkent | Cemento    | Karin Knapp          | 2-6, 6(4)-7 |

## Circuito WTA 125

### Singolare

#### Vittorie (1)
| N. | Data              | Torneo                    | Superficie | Avversaria in finale | Punteggio        |
| 1. | 27 settembre 2013 | Ningbo Challenger, Ningbo | Cemento    | Shuai Zhang          | 6(7)-7, 6-4, 6-1 |

## Risultati in progressione
| Sigla | Risultato               |
| ----- | ----------------------- |
| V     | Vincitore               |
| F     | Finalista               |
| SF    | Semifinalista           |
| O     | Oro olimpico            |
| A     | Argento olimpico        |
| SF    | Bronzo olimpico         |
| QF    | Quarti di Finale        |
| 4T    | Quarto turno            |
| 3T    | Terzo turno             |
| 2T    | Secondo turno           |
| 1T    | Primo turno             |
| RR    | Round Robin             |
| LQ    | Turno di qualificazione |
| A     | Assente                 |
| ND    | Non disputato           |

| Legenda superfici    |
| -------------------- |
| Cemento              |
| Terra battuta        |
| Erba                 |
| Superficie variabile |

### Singolare
| Torneo             | 2009 | 2010 | 2011 | 2012 | 2013 | 2014 | 2015 | 2016 | V–S   |
| ------------------ | ---- | ---- | ---- | ---- | ---- | ---- | ---- | ---- | ----- |
| Australian Open    | A    | Q3   | 2T   | 1T   | 4T   | 2T   | 1T   | 1T   | 5–6   |
| Open di Francia    | A    | Q2   | 1T   | 1T   | 3T   | 1T   | 2T   | 1T   | 3–6   |
| Wimbledon          | A    | 2T   | 1T   | 2T   | 2T   | 3T   | 1T   | A    | 5–6   |
| US Open            | Q3   | 1T   | 1T   | 2T   | 2T   | 1T   | 1T   | A    | 2–6   |
| Vittorie-sconfitte | 0–0  | 1–2  | 1–4  | 2–4  | 7–4  | 3–4  | 1-4  | 0-2  | 15–24 |

## Vittorie contro giocatrici Top 10
| Stagione | 2010 | 2011 | 2012 | 2013 | 2014 | Totale |
| Vittorie | 1    | 0    | 0    | 2    | 1    | 4      |

| #    | Giocatrice             | Ranking | Evento                        | Superficie  | Turno | Punteggio        | Rank. BJR |
| ---- | ---------------------- | ------- | ----------------------------- | ----------- | ----- | ---------------- | --------- |
| 2010 |                        |         |                               |             |       |                  |           |
| 1.   | Jelena Janković        | 7       | China Open, Pechino           | Cemento     | 2T    | 4-6, 6-2, 6-2    | 93        |
| 2013 |                        |         |                               |             |       |                  |           |
| 2.   | Caroline Wozniacki (1) | 9       | Internazionali d'Italia, Roma | Terra rossa | 1T    | 2-6, 6-4, 7-6(5) | 48        |
| 3.   | Caroline Wozniacki (2) | 10      | Open di Francia, Parigi       | Terra rossa | 2T    | 7-6(2), 6-3      | 47        |
| 2014 |                        |         |                               |             |       |                  |           |
| 4.   | Viktoryja Azaranka     | 9       | Torneo di Wimbledon, Londra   | Erba        | 2T    | 6-3, 3-6, 7-5    | 45        |